# 충전기

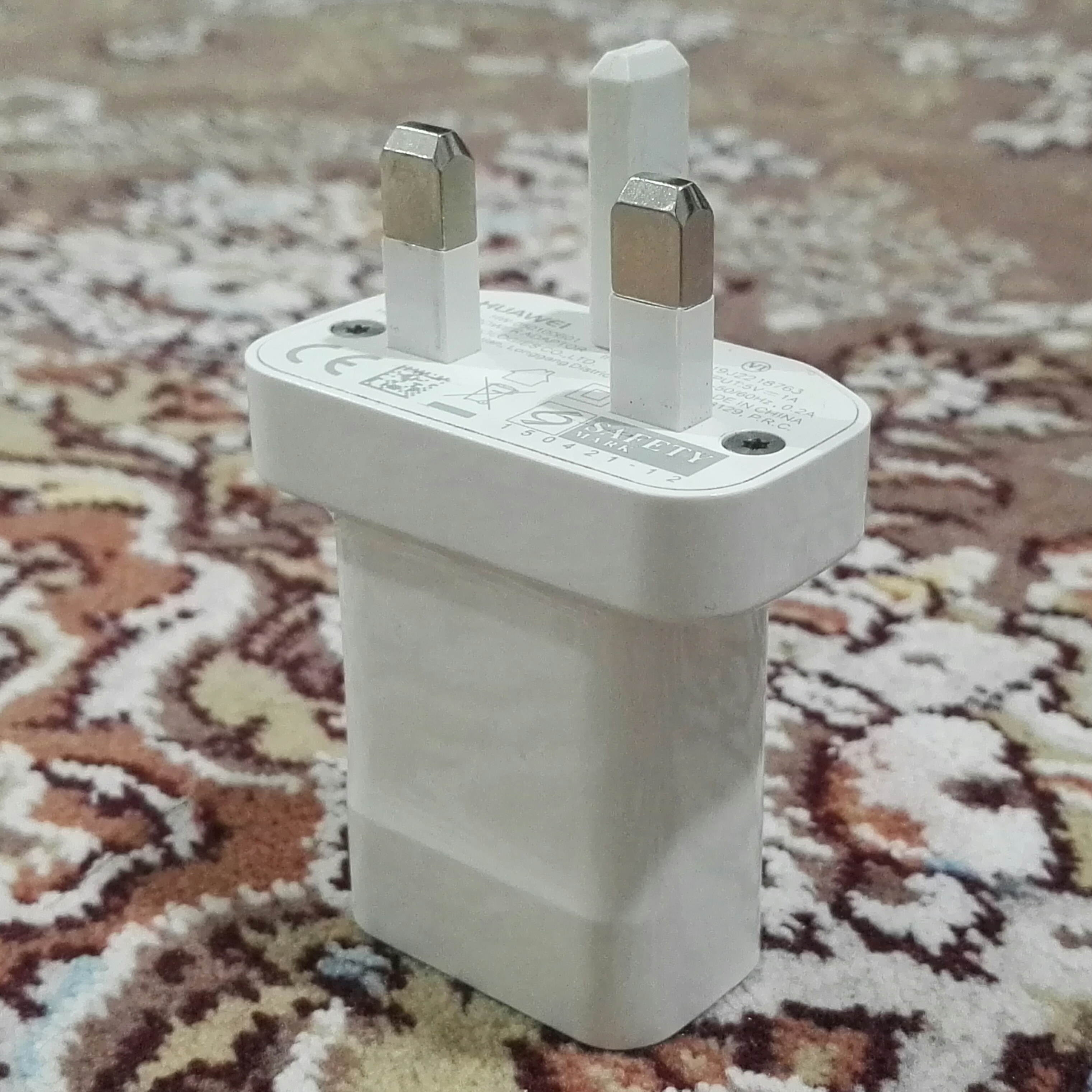
화웨이 USB 벽 충전기 모델 hw-050100b01

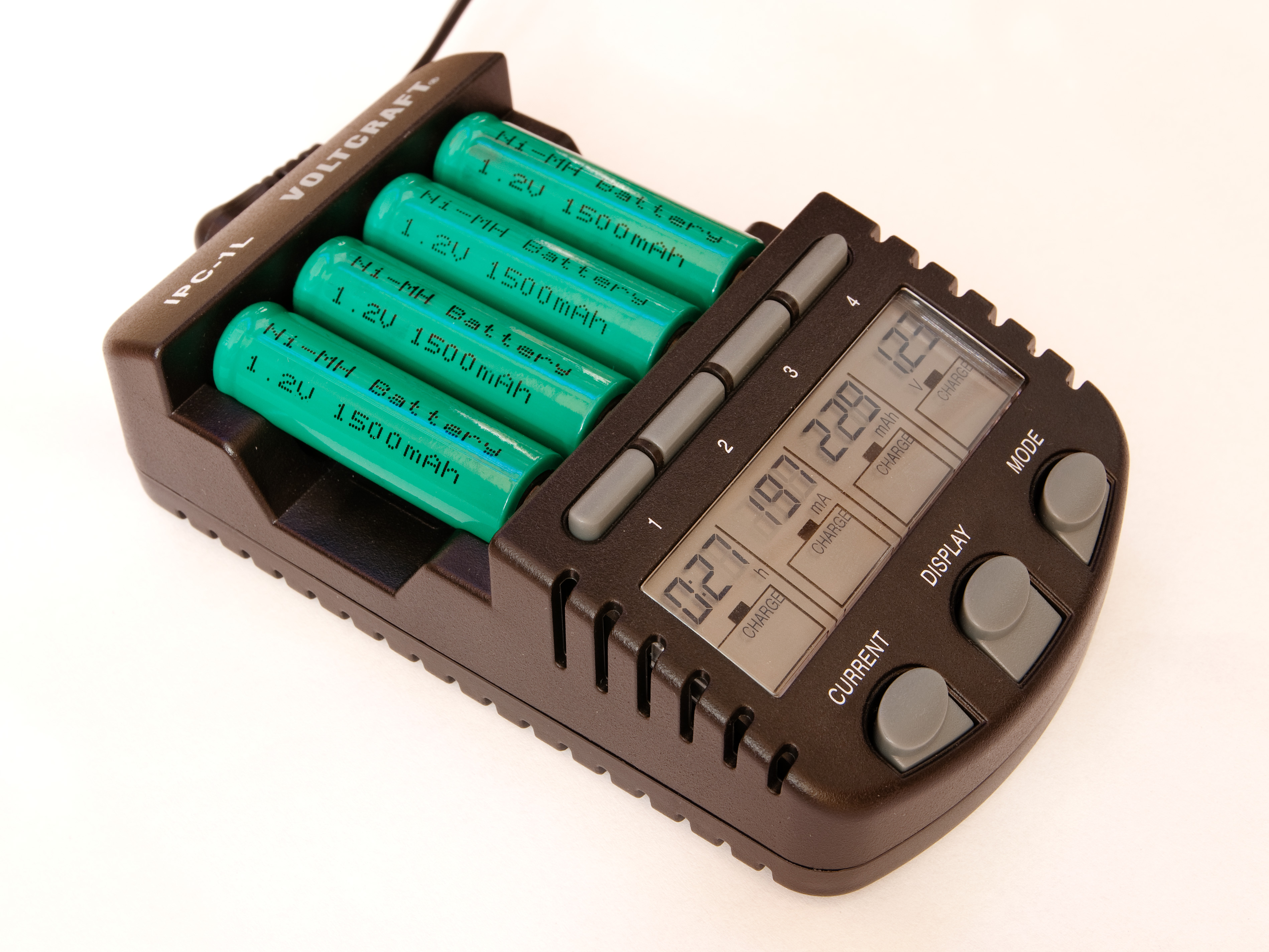
AA 및 AAA 배터리용 스마트 충전기의 모습.

충전기(充電器, 영어: battery charger)는 이차 전지(축전지)의 충전에 쓰이는 장치다.
또한 충전 규약은 충전되는 배터리의 크기와 종류에 따라 다르며, 어떠한 배터리 종류는 과충전에 대비한 높은 허용 한계가 있으며 정전압 전원으로 연결하여 다시 충전할 수 있다. 이러한 종류의 단순 충전기들은 충전 주기의 끝에 수동으로 연결을 끊거나, 정해진 시간에 전류 충전을 끊을 수 있는 타이머가 있다. 또한 그 밖의 배터리 종류는 오랜 시간의 과충전을 버티지 못할 수도 있다. 충전기는 온도나 전압 감지 회로를 갖추고 있는 것도 있으며 마이크로프로세서 컨트롤러가 있어 충전 전류를 조절하는 것이나 충전이 끝나면 차단하는 것도 있다.

## 충전 속도
충전 속도는 C 또는 C-rate로 나타내며 한 시간의 배터리 충전량에 비례하는 충전, 방충전 속도를 뜻한다. 1.6Ah의 배터리의 경우 C=1.6A이다.

## 충전기의 종류

### 단순 충전기
단순 충전기는 충전 대상이 되는 배터리에 정속 DC와 펄스 DC 전원을 공급함으로써 이루어진다. 단순 충전기는 충전 시간이나 배터리 상의 충전에 기반한 출력을 변화시키지 않는다.

### 급속 충전기
급속 충전기는 회로망을 제어함으로써 배터리 내의 셀을 손상시키지 않고 배터리를 급속하게 충전하는 것을 말한다. 제어 회로망은 배터리 내부에 또는 충전 장치 외부에 배치시킬 수 있으며, 또는 두 곳에 나눠 배치시키는 경우도 있다. 대부분은 쿨링팬을 장착하여 셀의 온도를 안전한 수준으로 유지시킨다.

## USB 충전기
USB 사양은 최대 전원 제한과 함께 5볼트 전력 공급을 제공하므로 USB 케이블을 이용하여 장치를 전원 공급기에 연결할 수 있다.

## 같이 보기
- 교류 발전기
- 초고속 충전